# Александровский, Алексей Николаевич
Алексей Николаевич Александровский (умер 11 мая 1885 года) — русский писатель-теолог, священник московской церкви Рождества Иоанна Предтечи на Пресне. Им изданы «Главнейшие молитвы с переводом на русский язык и объяснением», выдержавшие с 1871 по 1883 год семь изданий, и «Первоначальное учение о главных истинах православной веры христианской», появившееся в Москве в 1875 году.